# Bilardziści
Bilardziści (en. Stickmen) – nowozelandzki komediodramat z 2001 roku. Film kręcono w Wellington. Premiera filmu miała miejsce 18 stycznia 2001 roku. Hamis Rothwell otrzymał główną nagrodę za reżyserię, na festiwalu New Zealand Film and TV Awards.

## Główne role
- Robbie Magasiva : Jack
- Scott Wills : Wayne
- Paolo Rotondo : Thomas
- Anne Nordhaus : Sara
- Simone Kessell : Karen
- John Leigh : Dave
- Kirk Torrance : Holden
- Enrico Mammarella : Daddy
- Luanne Gordon : Lulu
- Matthew Chamberlain : Hugh
- James Coleman : Graham
- Neville Stevenson : Caller

## Fabuła
Thomas (Paolo Rotondo), Jack (Robbie Magasiva) i Wayne (Scott Wills) są przyjaciółmi. Łączy ich wspólne zainteresowanie – bilard. Każdy z nich żyje własnym życiem – spotykają się, wspólnie odwiedzając klub Dave’a gdzie miło spędzają czas m.in. grając w bilard. Właściciel klubu jest bankrutem, ponieważ ma duże problemy finansowe. Dave aby uregulować długi zgłasza trzech przyjaciół do udziału w prestiżowym turnieju, organizowanym przez mafiosa Daddy’ego. Poprzez udział w turnieju trójka przyjaciół popada w duże tarapaty.